# Kazimierz Ostrowski (malarz)
Kazimierz Ostrowski (ur. 14 lutego 1917 w Berlinie, zm. 12 lipca 1999 w Gdyni) – polski malarz, pedagog. Profesor sztuk plastycznych.

## Życiorys
W 1920 roku powrócił wraz z rodziną do Poznania. W 1934 roku przyjechał do Gdyni; wraz z bratem malował szyldy i nazwy statków (m.in. Kościuszko, Batory). Po zakończeniu wojny w 1945 roku zgłosił się wraz z ojcem i dwoma braćmi do Urzędu Miejskiego w Gdyni, gdzie otrzymali zadanie zmian nazw ulic i szyldów na budynkach urzędów i instytucji. W 1946 roku rozpoczął studia malarskie w Państwowej Wyższej Szkole Sztuk Plastycznych w Sopocie w pracowni prof. Artura Nachta-Samborskiego i prof. Jacka Żuławskiego (dyplom uzyskał w 1952 r.). W 1949 roku otrzymał stypendium rządu francuskiego na studia w Paryżu i został uczniem słynnego malarza francuskiego Fernanda Legera. W 1950 roku wrócił do Gdyni i wziął ślub z Haliną Krywald, z którą miał dwójkę dzieci. W latach 1964–1987 roku był wykładowcą
w pracowni malarstwa sztalugowego w Państwowej Wyższej Szkoły Sztuk Plastycznych w Gdańsku. W październiku 1981 roku otrzymał tytuł profesora nadzwyczajnego. W latach 1981–1984 był prodziekanem Wydziału Malarstwa i Grafiki. Swoje obrazy prezentował na 60 wystawach indywidualnych i zbiorowych. Umarł 12 lipca 1999 r. w swoim mieszkaniu i pracowni przy ulicy Abrahama 62 w Gdyni. Pochowany na cmentarzu Witomińskim (kwatera 52-5-18).
W lutym 2000 roku w Galerii 78 w Gdyni zorganizowana została przez przyjaciół i uczniów artysty wystawa; "Bez tytułu – pamięci profesora Kazimierza Ostrowskiego".
W 2002 r. Zarząd Okręgu Gdańskiego ZPAP podjął uchwałę o przyznawaniu rokrocznie "Nagrody im. Kazimierza Ostrowskiego" za wybitne osiągnięcia w dziedzinie malarstwa. Nagroda ma charakter ogólnopolski. Decyzją Kapituły, w skład której wchodzą wybitni przedstawiciele świata sztuki i nauki, nagradzani są najwybitniejsi polscy malarze.
Na fasadzie domu, w którym mieszkał 26 października 2006 roku została odsłonięta pamiątkowa płyta z brązu.

## Nagrody
Został laureatem około 20 różnych nagród, m.in.
- 1957 – pierwsza nagroda za malarstwo w I ogólnopolskiej wystawie młodego malarstwa, rzeźby i grafiki
- 1959 – Nagroda Artystyczna Miasta Gdyni
- 1970 – Złoty Krzyż Zasługi
- 1974 – medal pamiątkowy za czynne zainteresowanie sprawami miasta od Prezydium MRN w Gdyni
- 1974 – nagroda Prezydenta Miasta Gdyni za całokształt pracy twórczej
- 1976 – medal od Prezydenta Miasta Gdyni na 50-lecie miasta
- 1982 – Nagroda Ninistra Kultury i Sztuki I stopnia;
- 1985 – nagroda I-Stopnia Rektora PWSSP w Gdańsku
- 1988 – Krzyż Oficerski Orderu Odrodzenia Polski
- 1991 – Nagroda Wojewody Gdańskiego za osobowość Artysty-Pedagoga
- 1995 – Nagroda Artystyczna Prezydenta Miasta Gdyni

## Galeria

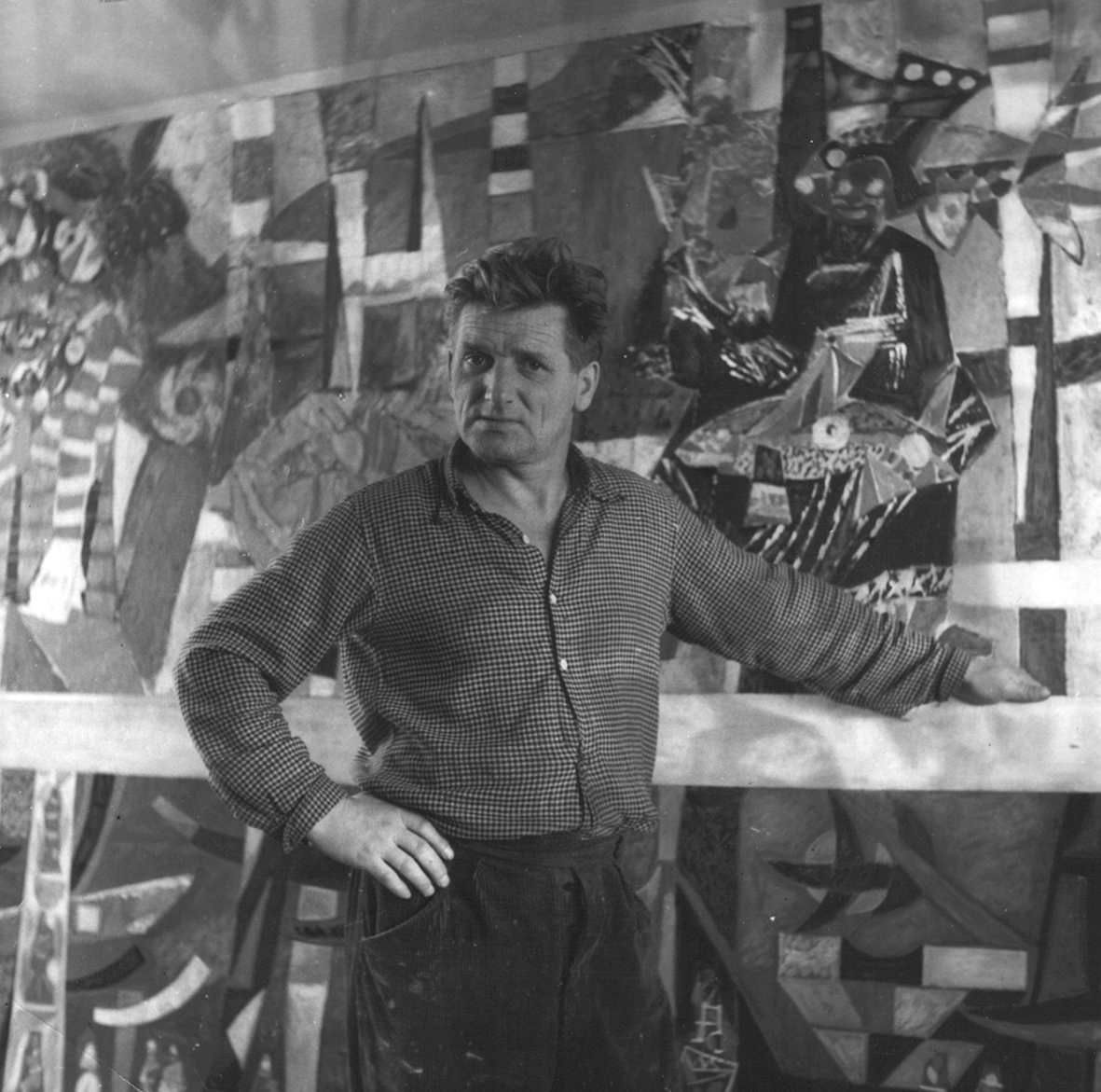
Kazimierz Ostrowski ok. 1960
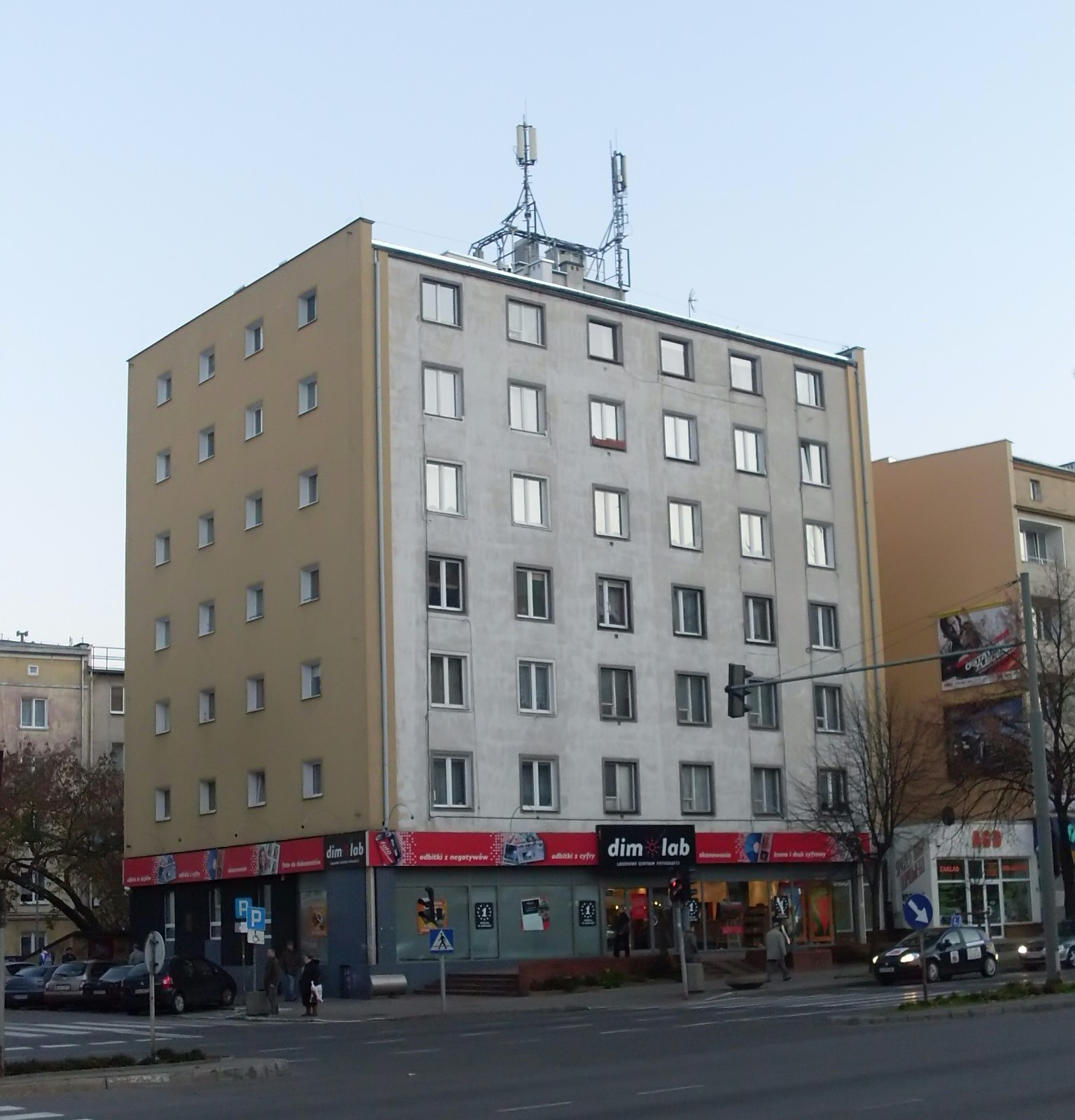
Dom Kazimierza Ostrowskiego przy ul. Abrahama w Gdyni
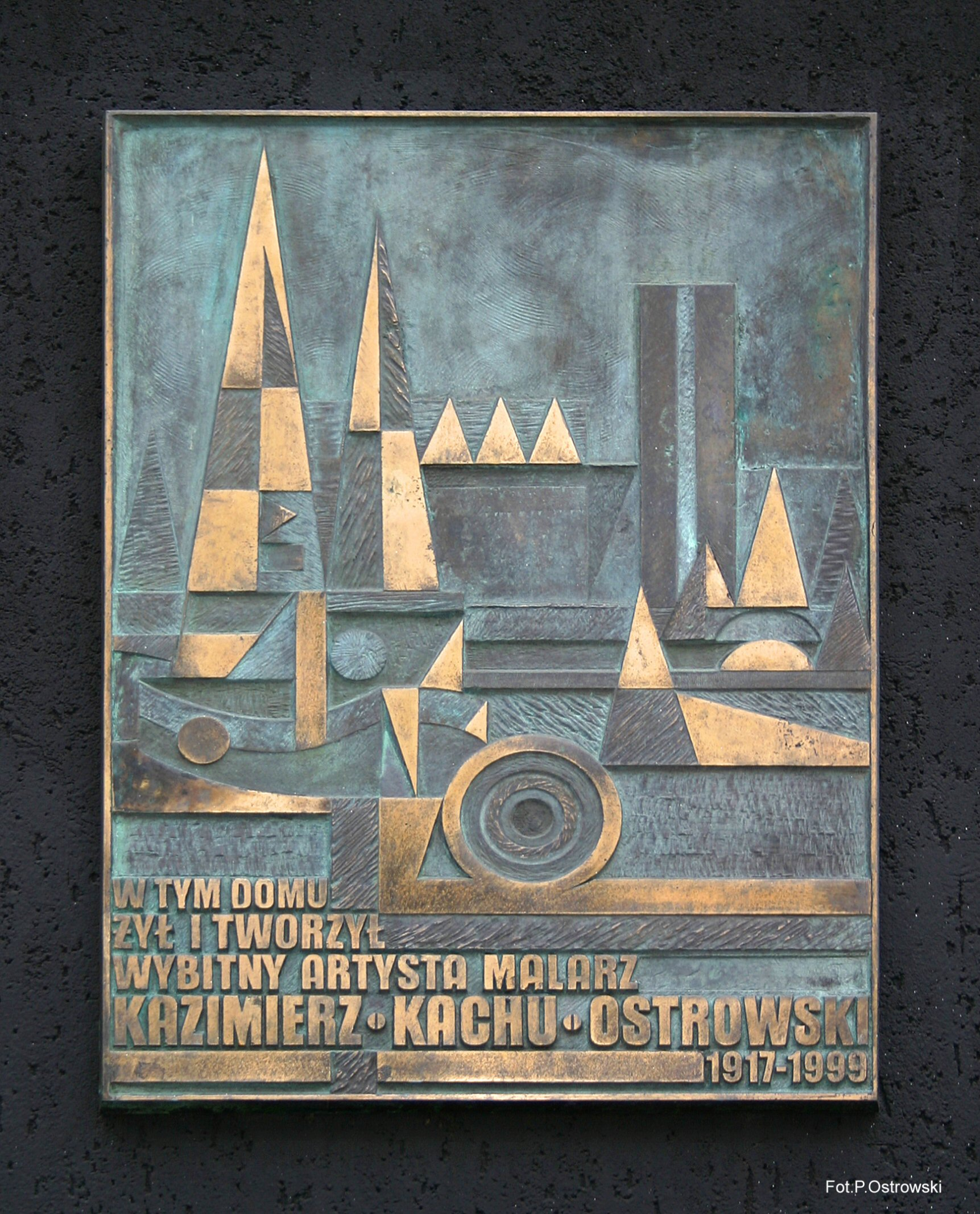
Tablica pamiątkowa na ścianie domu przy ul. Abrahama
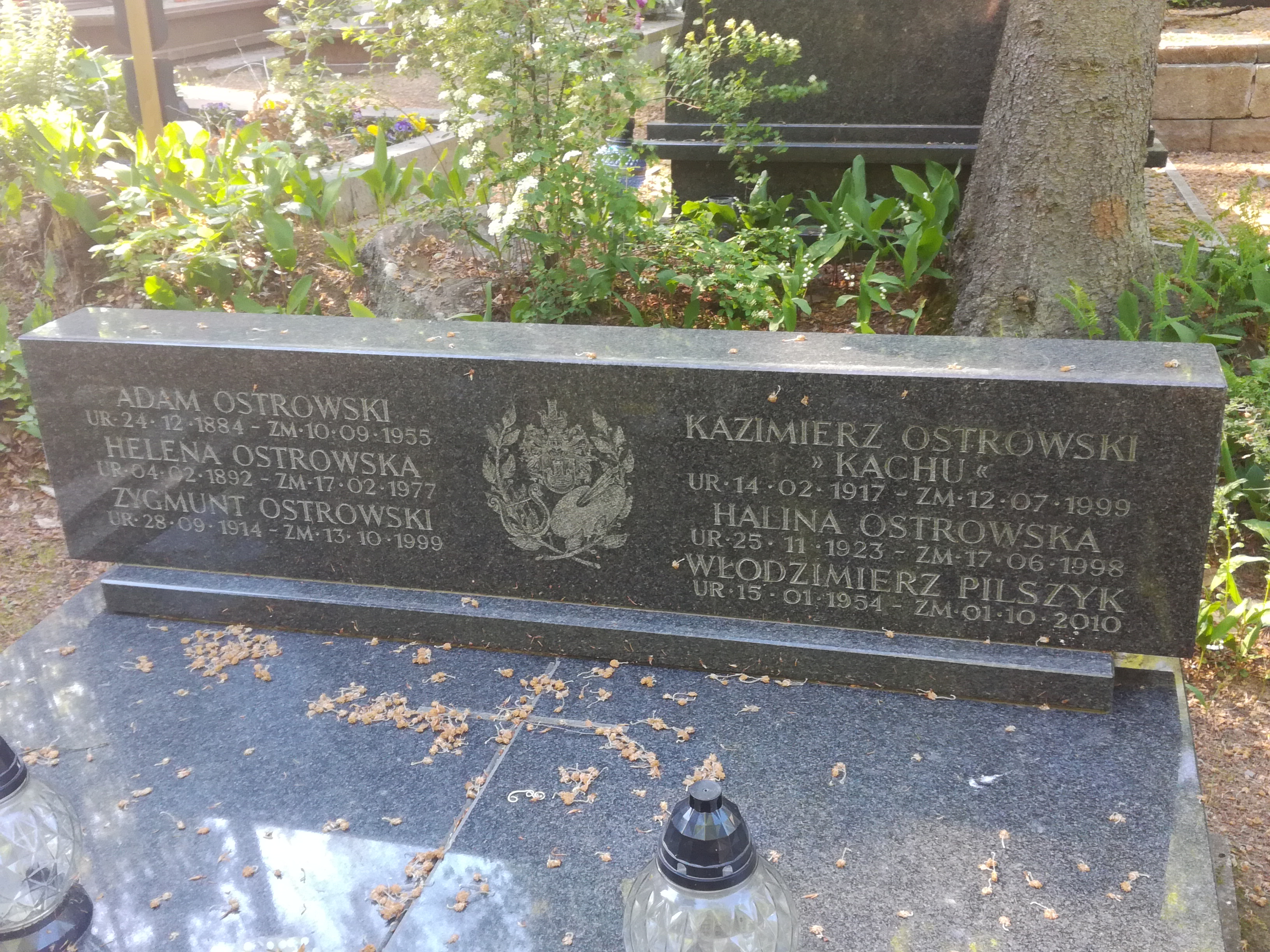
Grób Kazimierza Ostrowskiego na cmentarzu Witomińskim
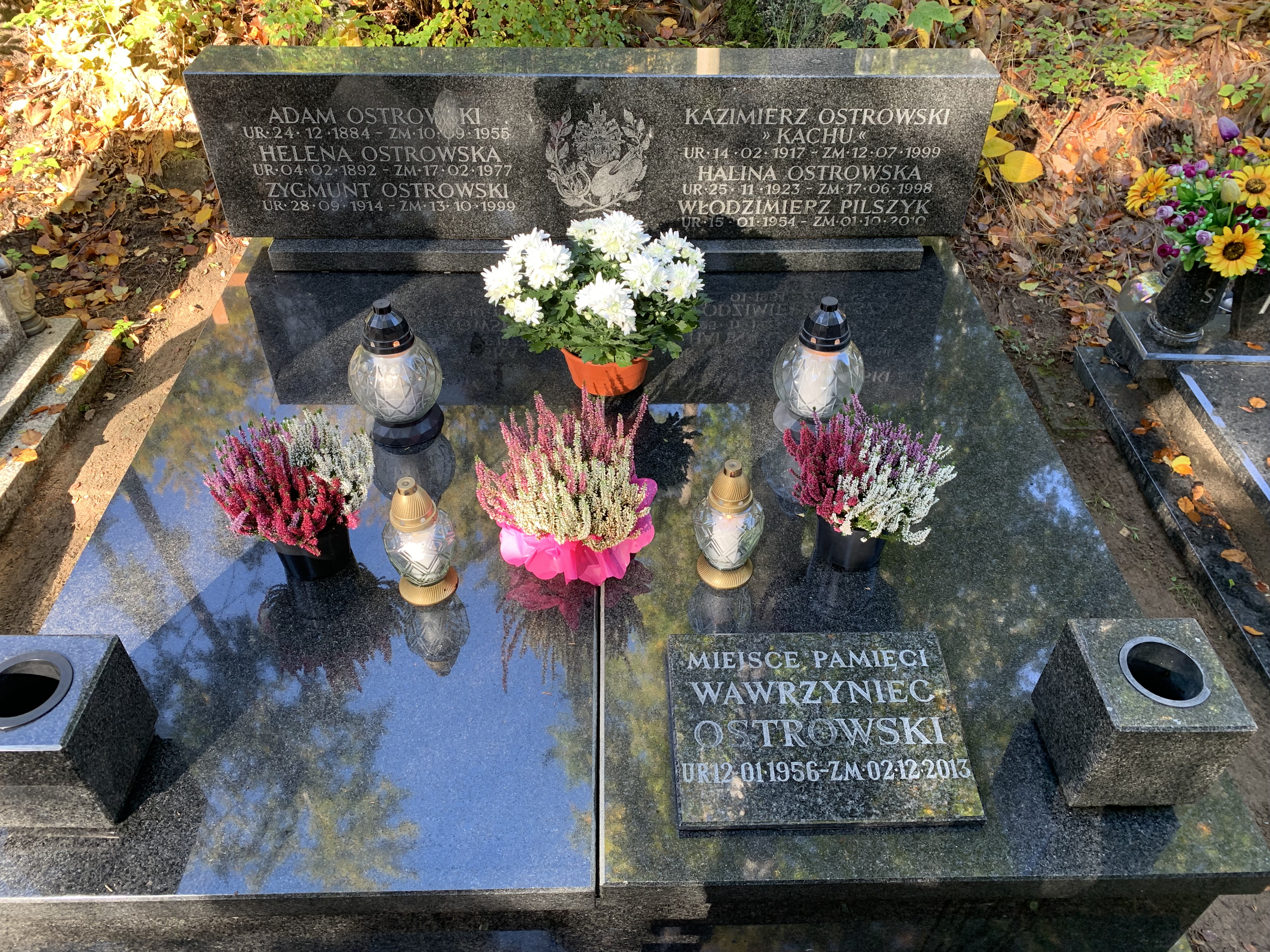
Grób rodziny Ostrowskich na cmentarzu Witomińskim w Gdyni